# Farsta församling
Farsta församling är en församling i Enskede kontrakt i Stockholms stift. Församlingen ligger i Söderort i Stockholms kommun i Stockholms län och utgör ett eget pastorat.

## Administrativ historik
Församlingen bildades 1 januari 1957 genom en utbrytning ur Brännkyrka och Enskede församlingar. Den nya församlingen omfattade en areal av 17,33 km², varav 15,49 km² land, och hade 39 939 invånare. Församlingen har sen bildandet utgjort ett eget pastorat.

## Areal
Farsta församling omfattade den 1 januari 1976 en areal av 17,2 kvadratkilometer, varav 15,4 kvadratkilometer land.

## Organister
| Ämbetstid | Namn        | Levnadstid | Övrigt    |
| --------- | ----------- | ---------- | --------- |
| 1963–1964 | Ulf Wesslén | 1927–2009  | Organist. |

## Kyrkor
I Farsta församling finns fyra kyrkor:
- Söderledskyrkan
- Stora Sköndals kyrka
- Farstastrandkyrkan
- Centrumkyrkan